# 米倉綽
米倉 綽（よねくら ひろし、1941年 - ）は、日本の英語学者。京都府立大学名誉教授。

## 人物・来歴
名古屋市生まれ。1965年三重大学学芸学部英語科卒、1970年名古屋大学大学院文学研究科博士課程（英文学専攻）2年中退。2004年「チョーサーにおける語形成についての記述的研究」で筑波大学・博士（言語学）。奈良教育大学教授、京都府立大学教授、2007年定年退官、名誉教授、広島女学院大学教授を務め、2012年退職。専門は中英語・英語史・語形成。フジテレビ「トリビアの泉」に英語関係のトリビアでよく出演していた。

## 著書
- 『歴史的にみた英語の語形成』開拓社言語・文化選書 2015.10

### 共編著
- 『中英語の初歩』(英語学入門講座 水鳥喜喬共著. 英潮社, 1997.2
- 『講座『マイ・フェア・レディ』オードリーと学ぼう、英語と英国社会』編著. 英潮社, 2005.2
- 『英語の語形成 通時的・共時的研究の現状と課題』編著. 英潮社, 2006.11
- 『ことばが語るもの 文学と言語学の試み』編著. 英宝社, 2012.3
- 『英語学が語るもの』中村芳久共編. くろしお出版, 2018.5
- 『英語の語の仕組みと音韻との関係』島村礼子,西原哲雄共著. (開拓社言語・文化選書) 2019.6

### 翻訳
- Edward D.Johnson『英文法ルールブック』富田かおる共訳. 荒竹出版, 1990.9
- マンフレッド・ゲルラッハ『英語史序説』古賀允洋共訳. 英潮社, 1992.11
- ジョルジュ・ブルシェ『英語の正書法 その歴史と現状』内田茂, 高岡優希共訳. 荒竹出版, 1999.6
- オットー・イェスペルセン『英語の成長と構造』監訳. 英宝社, 2015.3

## 論文
- ＜米倉綽